# Liste der Mitglieder des monegassischen Nationalrats (2013–2018)
Liste der Mitglieder des monegassischen Nationalrats (französisch Conseil National) mit Fraktionszugehörigkeit in der Legislaturperiode von 2013 bis 2018. Die konstituierende Sitzung fand am 21. Februar 2013 statt.

## Präsidium
- Präsident: Laurent Nouviob (Horizon Monaco)
- Vizepräsident: Christophe Steiner (Horizon Monaco)

## Zusammensetzung
Nach der Parlamentswahl am 10. Februar 2013 setzt sich der Nationalrat wie folgt zusammen:
| Fraktion              | Sitze |
| --------------------- | ----- |
| Horizon Monaco (HM)   | 20    |
| Union Monégasque (UM) | 3     |
| Renaissance (R)       | 1     |
| Gesamt                | 24    |

## Abgeordnete
| Name                       | Fraktion | Gewählt durch  |
| -------------------------- | -------- | -------------- |
| Jean-Charles Allavena      | HM       | Panaschieren   |
| Nathalie Amoratti-Blanc    | HM       | Panaschieren   |
| Christian Barilaro         | HM       | Verhältniswahl |
| Daniel Boeri               | HM       | Verhältniswahl |
| Claude Boisson             | HM       | Panaschieren   |
| Marc Burini                | HM       | Panaschieren   |
| Philippe Clerissi          | HM       | Panaschieren   |
| Thierry Crovetto           | HM       | Panaschieren   |
| Jean-Michel Cucchi         | HM       | Verhältniswahl |
| Alain Ficini               | HM       | Verhältniswahl |
| Béatrice Fresko-Rolfo      | HM       | Panaschieren   |
| Sophie Lavagna             | HM       | Panaschieren   |
| Laurent Nouvion            | HM       | Panaschieren   |
| Thierry Poyet              | HM       | Panaschieren   |
| Jacques Rit                | HM       | Panaschieren   |
| Christophe Robino          | HM       | Verhältniswahl |
| Valérie Rossi              | HM       | Panaschieren   |
| Caroline Rougaignon-Vernin | HM       | Panaschieren   |
| Christophe Steiner         | HM       | Panaschieren   |
| Pierre Svara               | HM       | Panaschieren   |
| Eric Elena                 | R        | Verhältniswahl |
| Jean-Louis Grinda          | UM       | Verhältniswahl |
| Bernard Pasquier           | UM       | Verhältniswahl |
| Jean-François Robillon     | UM       | Verhältniswahl |